# Shimei Futabatei
Shimei Futabatei (jap. 二葉亭 四迷 Futabatei Shimei; właśc. Tatsunosuke Hasegawa, ur. 4 kwietnia 1864 w Edo (obecnie Tokio), zm. 10 maja 1909 w Zatoce Bengalskiej) – japoński pisarz i tłumacz literatury, współzałożyciel Towarzystwa Japońsko-Polskiego.

## Życiorys
Urodził się w rodzinie samurajskiej w prowincji Owari. Starał się o przyjęcie do szkoły oficerskiej wojsk lądowych, ale bez powodzenia. Wstąpił więc do Tokijskiej Szkoły Języków Obcych (Tōkyō Gaikokugo Gakkō; obecnie; Tokijski Uniwersytet Języków Obcych, Tōkyō Gaikokugo Daigaku), gdzie w latach 1881–1886 studiował na wydziale filologii rosyjskiej. Szczególnie zafascynowała go twórczość rosyjskich klasyków i zaczął tłumaczyć ich utwory m.in. Iwana Turgieniewa.
W 1887 roku wydał swoje najważniejsze dzieło, które wywarło duży wpływ na późniejszą prozę tego kraju, wprowadzając nowy styl literacki, polegający na pisaniu językiem zbliżonym do mówionego (genbun-itchi – ujednolicenie pisanych i mówionych form języka). Była nim książka Ukigumo (Ulotne chmury, 1887–1889), powszechnie uznawana za pierwszą nowoczesną powieść japońską.
Przez następne dziesięć lat nie napisał żadnej książki. W latach 1889–1897 pracował jako tłumacz prasy z języków angielskiego i rosyjskiego dla rządowego biura wydawnictw oficjalnych.
W 1898 roku rozpoczął pracę jako wykładowca języka rosyjskiego na swoim macierzystym uniwersytecie, będąc jednocześnie tłumaczem dla agencji rządowych. W roku 1902 wyjechał do Azji kontynentalnej, przebywając w Chinach i Rosji. Po powrocie do Japonii w 1903 roku rozpoczął pracę jako korespondent dziennika Asahi Shimbun w Tokio.
W 1906 roku zaprzyjaźnił się z przebywającym w Japonii Bronisławem Piłsudskim (starszym bratem Józefa Piłsudskiego), który po odbyciu kary zesłania poświęcił się badaniu kultury Ajnów, a po wybuchu wojny rosyjsko-japońskiej przybył do Japonii.
W ciągu następnych miesięcy ich znajomości Futabatei roztoczył nad Piłsudskim opiekę, umożliwił mu poznanie kilku ważnych osobistości, m.in. ministra spraw zagranicznych i dwukrotnego premiera Cesarstwa Japonii Shigenobu Ōkumy czy Taisuke Itagakiego, jednego z głównych działaczy japońskiego Ruchu Na Rzecz Wolności i Praw Człowieka (Jiyū-minken-undō). W wyniku ich przyjaźni i wspólnej inicjatywy powstało Towarzystwo Japońsko-Polskie, w ramach którego oddali się obaj pracy przy wymianie kulturalnej (przede wszystkim literackiej) pomiędzy oboma krajami.
W tym okresie powstały jego dwie inne książki: Sono omokage (Jego postać, 1906) i Heibon (Miernota, 1907). W 1908 roku podjął się zadania korespondenta prasowego dziennika „Asahi” w Petersburgu. Nigdy już nie wrócił do Japonii. Zmarł na gruźlicę na statku w Zatoce Bengalskiej, podczas podróży powrotnej z Rosji do kraju.